# Lydia Miraoui
Lydia Miraoui (Maubeuge, 1991. szeptember 24. –) francia születésú algériai labdarúgó középpályás.

## Pályafutása
Miraoui 8 évesen ismerkedett meg a labdarúgással és a Ecureuils d'Arlac csapatánál nevelkedett.
2004-ben került az Olympique Lyon utánpótlásához. Két esztendővel később már a B csapatban szerepelt, de három év alatt összesen három alkalommal kapott lehetőséget a felnőttek között, így tette át székhelyét a spanyol UE L'Estartit együtteséhez.
Az SC Freiburg 2011-ben csapott le rá, ígéretesen induló németországi karrierjét, azonban beárnyékolta sípcsont- és combcsont törése, melyet a csapat egyik edzésén szenvedett el.
A felépülését követően Algériában próbált szerencsét, az ASE Alger Centre együttesénél.
2014-ben visszatért Franciaországba és a Claix Football játékosa lett, majd 2015-től az Mérignac Arlac mezében lépett pályára.

### Válogatott
Algéria színeiben részt vett a 2010-es és a 2014-es Afrikai nemzetek kupáján.